# Top R&B/Hip-Hop Albums
Top R&B/Hip-Hop Albums (in passato Top R&B/Black Albums) è una classifica pubblicata dalla rivista musicale statunitense Billboard che ordina gli album di genere rhythm and blues e hip hop in base alle vendite registrate da Luminate Data. Il nome della classifica cambiò in quello attuale nel 1999 mentre nel 1965, anno del suo debutto, si chiamava Hot R&B LPs o anche Top Black Albums; dal 1969 al 1978 il nome fu Soul charts. La Top R&B/Hip-Hop Albums ora tiene conto degli album soul music, R&B, new jack swing e hip hop.

## Record

### Album con il maggior numero di settimane al numero uno
- 37 settimane - Thriller di Michael Jackson
- 26 settimane - Just Like the First Time di Freddie Jackson
- 23 settimane - Can't Slow Down di Lionel Richie
- 20 settimane - Songs in the Key of Life by Stevie Wonder
- 20 settimane - Street Songs di Rick James
- 19 settimane - Purple Rain di Prince & The Revolution
- 18 settimane - Bad di Michael Jackson
- 18 settimane - The Temptations Sing Smokey di The Temptations
- 17 settimane - Aretha Now di Aretha Franklin
- 16 settimane - Off the Wall di Michael Jackson
- 16 settimane - Recovery di Eminem
- 15 settimane - The Temptin' Temptations di The Temptations
- 15 settimane - Puzzle People di The Temptations
- 14 settimane - Rock Me Tonight di Freddie Jackson
- 14 settimane - Shaft di Isaac Hayes
- 14 settimane - I Never Loved a Man the Way I Love You di Aretha Franklin
- 14 settimane - Lady Soul di Aretha Franklin
- 13 settimane - Cloud Nine di The Temptations
- 13 settimane - Hotter than July di Stevie Wonder
- 12 settimane - Back on the Block di Quincy Jones
- 12 settimane - Above the Rim di Artisti vari
- 12 settimane - Greatest Hits di Diana Ross & The Supremes
- 12 settimane - In Square Circle di Stevie Wonder
- 12 settimane - Lou Rawls Live! di Lou Rawls
- 12 settimane - ABC di The Jackson 5
- 12 settimane - The In Crowd di Ramsey Lewis Trio
- 12 settimane - Dangerous di Michael Jackson
- 12 settimane - Take Care di Drake
- 11 settimane - ...To Be Continued di Isaac Hayes
- 11 settimane - Don't Be Cruel di Bobby Brown
- 11 settimane - Bigger and Deffer di LL Cool J
- 11 settimane - C'est Chic di Chic
- 11 settimane - Let's Get It On di Marvin Gaye
- 11 settimane - Confessions di Usher
- 11 settimane - Promise di Sade
- 10 settimane - Beyoncé di Beyoncé
- 10 settimane - Third Album di The Jackson 5
- 10 settimane - Cold Blooded di Rick James
- 10 settimane  - Waiting to Exhale di Artisti vari
- 10 settimane - Raise! di Earth, Wind & Fire
- 10 settimane - Let's Stay Together di Al Green
- 10 settimane - Hot Buttered Soul di Isaac Hayes
- 10 settimane - The 20/20 Experience di Justin Timberlake